# 政治学 (アリストテレス)
『政治学』（せいじがく、希: Πολιτικά、ギリシア語ラテン翻字: Politiká、翻字: ポリティカ、羅: Politica、英: Politics）とは、アリストテレスによる、政治学や政治哲学の古典的な著作である。

## 成立
アリストテレスはアテナイでプラトンに学び、マケドニアでアレクサンドロス3世（大王）の教師として勤めた。後にアテナイに戻って学園リュケイオンを設置し、そこで教育と研究を行なっていた。
アリストテレスの著作年代ははっきりしていない。本書『ポリティカ』の成立についても本人が整理したのか、第三者が彼の講義録などを整理したのか明確に分かっていない。

## 構成

### 概要
全8巻から成る。
- 第1巻 --- 導入、家（家政）について
- 第2巻〜第6巻 --- 国制について
  - 第2巻 --- プラトン等による既成の「理論的な最善(次善)国制」と「現実の次善国制」の検討
  - 第3巻〜第4巻 --- 一般論としての「国制の分類」「最善の国制」、及び三権について
  - 第5巻〜第6巻 --- 各国制の「変革要因」とその対策について
- 第7巻〜第8巻 - 倫理 (善) と教育について

第1巻では、導入部に続いて、国家の構成要素としての家（家政）について述べられる。
第2巻〜第6巻では、国制について述べられる。
まず第2巻では、プラトン説を中心とする「理論的な最善(次善)国制」や、(晩年のプラトンに比較的好ましいと評されている) スパルタやクレテ等を中心とした「現実の次善国制」が検討される。
第3巻〜第4巻では、一般的な「国制の分類」とその変種、一般的な「最善の国制」、そして三権について述べられる。
第5巻〜第6巻では、各国制の「変革要因」とその対策について述べられる。
末尾の第7巻〜第8巻では、国家にとっての倫理 (善) と教育について述べられる。
- 第1巻（国家の定義・共同体性） - 全13章
  - 【国の定義とその構成】（1章-2章）
  - 【家的共同体とその要素】（3章-13章）
- 第2巻（既成の国家論・優良国家の検討） - 全12章
  - 【理論上の最善の国】（1章-8章）
  - 【最善の国制に近いとされる現実の国々】（9章-12章）
- 第3巻（国家の部分、国制の分類） - 全18章
  - 【国民、国民的徳、国の部分】（1章-5章）
  - 【国制とその分類】（6章-8章）
  - 【寡頭制と民主制、分配的正義の本質】（9章-13章）
  - 【王制とその形態】（14章-18章）
- 第4巻（種々の現実の国制） - 全16章
  - 【現実の国制とその変種】（1章-10章）
  - 【一般的な国々にとっての最善の国制、特殊事情の国における最善の国制】（11章-13章）
  - 【国制の組織形態】（14章-16章）
- 第5巻（国制の変革） - 全12章
  - 【国制変革とその一般的原因】（1章-4章）
  - 【各種の国制における変革の特殊原因と、その回避手段】（5章-12章）
- 第6巻（民主制・寡頭制の維持） - 全8章
  - 【民主制を組織する固有の方法】（1章-5章）
  - 【寡頭制を組織する固有の方法】（6章-8章）
- 第7巻（国家の善と教育1） - 全17章
  - 【個人、国にとっての最高善】（1章-3章）
  - 【最善の国の構成】（4章-12章）
  - 【最善の国における教育の一般原理】（13章-15章）
  - 【教育の初期段階】（16章-17章）
- 第8巻（国家の善と教育2） - 全7章
  - 【最善の国における教育方針】（1章-3章）
  - 【体操と音楽】（4章-7章）

### 詳細

#### 第1巻（国家の定義・共同体性）
- 第1巻 - 全13章
  - 【国の定義とその構成】
    - 第1章 - 最高の共同体としての国家、その目的である最高善。
    - 第2章 - 分析的・発生的探求の概説。国←村々←家々←男女・主人奴隷の関係。

  - 【家的共同体とその要素】
    - 第3章 - 家の部分（主人と奴隷、夫と妻、親と子、及び取財術）。
    - 第4章 - 奴隷について。
    - 第5章 - 自然的なものとしての奴隷。
    - 第6章 - 自然的・非自然的な奴隷。
    - 第7章 - 奴隷を支配する術。
    - 第8章 - 財産の種類とその獲得手段（取財術）。
    - 第9章 - 貨幣の登場と蓄財を目的化した取財術。自然的取財術と反自然的取財術。
    - 第10章 - 財産の使用法としての家政術。反自然的取財術の最たるものとしての高利貸し。
    - 第11章 - 各種の取財術。
    - 第12章 - 市民間支配と類似した夫婦関係、王の臣民支配と類似した親子関係。
    - 第13章 - 家における各構成員の役割と徳。

#### 第2巻（既成の国家論・優良国家の検討）
- 第2巻 - 全12章
  - 【理論上の最善の国】
    - 第1章 - 共同体としての国家の共有対象。妻子、財産の共有を主張するプラトンの『国家』。
    - 第2章 - プラトン説の目的である「単一化」批判。国家構成員の多様性。
    - 第3章 - プラトン説に見られる「子に対する無関心」「人間の自然感情破壊」懸念。
    - 第4章 - プラトン説に見られる「不道徳行為横行」「国民間友愛欠如」「国民階層入れ替え困難」懸念。
    - 第5章 - 財産に関する可能な3つの組織。組織的共有に伴う分配の困難。共有自体の困難と利点の無さ。教育による国の統一の必要性。
    - 第6章 - プラトンの『法律』における説の検討。共有を放棄した点以外は『国家』と変わらない。各種の欠点。
    - 第7章 - カルケドンのパレアスの説の検討。財産・教育の平等化、各種の欠点。
    - 第8章 - ミレトスのヒッポダモスの説の検討。国民・国土・法律の三分、各種の欠点。

  - 【最善の国制に近いとされる現実の国々】
    - 第9章 - 治国のための閑暇と、農奴制の問題。スパルタのヘイロータイと、諸問題。
    - 第10章 - クレテの国制。共同食事・コスモイと、諸問題。
    - 第11章 - カルケドンの国制。貴族制と、諸問題。
    - 第12章 - ソロン等の立法と、アテナイの国制。

#### 第3巻（国家の部分、国制の分類）
- 第3巻 - 全18章
  - 【国民、国民的徳、国の部分】
    - 第1章 - 国民の定義。民主制における国民の定義。より一般的な定義の必要性。
    - 第2章 - 親子相続としての国民、その定義の不十分。
    - 第3章 - 国の同一性としての国制。
    - 第4章 - 国民の徳と国制の関係1。
    - 第5章 - 国民の徳と国制の関係2。

  - 【国制とその分類】
    - 第6章 - 権力者と目的による国制の分類。「国民共通の利益」こそが国の正しい目的であり、「支配者のみの利益」は誤り。
    - 第7章 - 上記の目的に沿った正しい国制としての「王制（バシレイア）」「貴族制（アリストクラティア）」「共和制/国制（ポリテイア）[2]」、誤った逸脱的国制としての「僭主制（テュランニス）」「寡頭制（オリガルキア）」「民主制（デモクラティア）」。
    - 第8章 - 上記の通り、国制分類における「数」より「種」の差異の重要性。それゆえの、「寡頭制」と「民主制」の同類性。

  - 【寡頭制と民主制、分配的正義の本質】
    - 第9章 - 自由市民という「出自の平等」を根拠に「権利の平等」を主張する民主制論者と、「富の差異」を根拠に「権利の不平等」を主張する寡頭制論者。「善く生きる」という目的・基準を見失っている点で共に誤り。
    - 第10章 - 各種の「国の主権者」と、その困難。
    - 第11章 - 「多数者主権者」論の考察。
    - 第12章 - 政治的善としての正しい分配。その基準としての「出自」「自由」「富」「徳」。
    - 第13章 - 上記に基づく国民権要求の調停。

  - 【王制とその形態】
    - 第14章 - 王制の5形態、「スパルタ型」「外国人型」「選挙僭主型」「英雄時代型」「絶対王政型」。
    - 第15章 - 「法支配」と「王支配」の関係。「王」は「法」の補完。また、最優秀1人の支配より、優秀多数の支配が望ましい。
    - 第16章 - 絶対王政の非推奨性。
    - 第17章 - 「他の人々全ての徳」よりも1人の徳が優っている場合は例外。
    - 第18章 - 最善の国制としての「王制」「貴族制」の組織形態、その教育・習慣。

#### 第4巻（種々の現実の国制）
- 第4巻 - 全16章
  - 【現実の国制とその変種】
    - 第1章 - 理想的・現実的国家を取り扱う政治学の学問的考察点。1「最善の国制」、2「所与の条件における最善の国制」、3「現存の国制を保持する手段」、4「全ての国々に最適な国制」、及び「主要な国制の変種」と「国制と法律の関係」。
    - 第2章 - 諸国制の内、前巻末で言及した「王制」「貴族制」以外の4つについて。
    - 第3章 - 多様な国制の原因としての、国民間の相違。
    - 第4章 - 自由人が主権者としての「民主制」と、富者が主権者としての「寡頭制」。8種の国民とそれによる国制の変種。「民主制」の5変種。
    - 第5章 - 「寡頭制」の4変種。
    - 第6章 - 「民主制」「寡頭制」の社会的・経済的基礎。
    - 第7章 - 「貴族制」的な3変種。
    - 第8章 - 「民主制」と「寡頭制」の混合物としての「国制」（共和制）。
    - 第9章 - 「国制」（共和制）の3種の混合形態。成功事例としてのスパルタ。
    - 第10章 - 「僭主制」の3変種。

  - 【一般的な国々にとっての最善の国制、特殊事情の国における最善の国制】
    - 第11章 - （それなりの規模を持った）一般的な国々にとっての最善の国制としての、中間層が支配者の国制。小規模ゆえに「民主制」「寡頭制」両極の国制が多いギリシャ。
    - 第12章 - 国制保持と中間層。
    - 第13章 - 「寡頭制」「民主制」における国制保持のための欺瞞的な工夫。

  - 【国制の組織形態】
    - 第14章 - 国制の三部分(1) - 「評議」的部分
    - 第15章 - 国制の三部分(2) - 「諸役」的部分
    - 第16章 - 国制の三部分(3) - 「裁判」的部分

#### 第5巻（国制の変革）
- 第5巻 - 全12章
  - 【国制変革とその一般的原因】
    - 第1章 - 内乱・国制変革の原因としての「平等・公平」観。
    - 第2章 - 変革の心理的動機。
    - 第3章 - 上記の7原因 （傲慢、利益、名誉、優越、恐怖、軽蔑、不当勢力成長）、及び選挙のための策動、軽視、不注意など。
    - 第4章 - 内乱・国制変革の実例。革命手段としての暴力・欺瞞。

  - 【各種の国制における変革の特殊原因と、その回避手段】
    - 第5章 - 民衆指導者の無茶を原因として生じる、「民主制」から「寡頭制」（あるいは「僭主制」）への変革。
    - 第6章 - 民衆に対する不正な取り扱いや、富裕者間の争いを原因として生じる「寡頭制」の変革。
    - 第7章 - 少数者による栄誉ある役の独占を原因として生じる「貴族制」の変革。「国制」（共和制）との共通点。
    - 第8章 - 上記3つに対する保全策。細事への警戒、大衆を欺かない、国民に破壊者に対する恐怖・警戒心を抱かせる、財産資格の柔軟変更、勢力均衡、営利制限、相互のいたわり等。
    - 第9章 - 前章の続き。主要役人に対する「国制への忠誠」「役務遂行能力」「国制に適した正義・徳」の要求、既存国制の支持拡大への配慮、中庸政策、教育。
    - 第10章 - 独裁制（「王制」と「僭主制」）における変革原因。不正（傲慢）、恐怖、軽蔑、名誉心など。また、外国の影響、政権参与者間の争いなど。
    - 第11章 - 独裁制（「王制」と「僭主制」）の保全策。「王制」においては公共への配慮、「僭主制」においては優秀者排除、分断統治、密偵使用、被支配者の多忙化・貧困化。
    - 第12章 - 「僭主制」の短命さ。プラトン『国家』における変革論批判。

#### 第6巻（民主制・寡頭制の維持）
- 第6巻 - 全8章
  - 【民主制を組織する固有の方法】
    - 第1章 - 1「民衆の種類」、2「民主制の固有要因」の組み合わせによる、「民主制」の諸変種。
    - 第2章 - 「民主制」の根本原理としての「自由」。
    - 第3章 - 富裕者と貧乏人、財産高と人数を考慮に入れた平等的決定の必要性。
    - 第4章 - 民衆が農民、牧人、職人・商人・日雇いの場合。
    - 第5章 - 「民主制」の保全と、その困難さ。貧乏人による富裕者の財産奪取の牽制、国家財政健全性維持、貧困層発生防止など。

  - 【寡頭制を組織する固有の方法】
    - 第6章 - 「寡頭制」と前述した「民主制」の共通点・相違点。
    - 第7章 - 風土、軍隊組織、国制の関係。
    - 第8章 - 行政諸役の組織法。必要不可欠・重要な諸役、宗教関連の諸役、選挙管理の諸役など。

#### 第7巻（国家の善と教育1）
- 第7巻 - 全17章
  - 【個人、国にとっての最高善】
    - 第1章 - 善の3種 - 「外的善」「身体的善」「精神的善」。個人も国家も、最後の「精神的善」が重要。
    - 第2章 - 個人における「政治家」「哲学者」の生活、国家における「外征」「国内善政」的組織。後者が望ましい。
    - 第3章 - 「政治家」に対する「自由人・私人」優越論批判。「無為の生活」よりも「善き行為」にこそ幸福がある。

  - 【最善の国の構成】
    - 第4章 - 最善の国における諸機能を果たす最適な人口数。自足的な善い生活と、国民の相互面識を可能にする数。
    - 第5章 - 自足的国土、中庸生活を可能にする広さ、攻守に便利な地勢、海陸の交通に好都合な国都。
    - 第6章 - 道徳的・経済的・軍事的見地から見た海上交通の是非。貿易と海軍力。
    - 第7章 - 欧州民族（気概）とアジア民族（知性）の性質が巧く混合された望ましい国民の本性。
    - 第8章 - 国家の必須機能 - 1「食料供給」、2「技術使用」、3「武器使用」、4「資金調達」、5「神事」、6「国事」。
    - 第9章 - 国民は上記の1、2、4に属するべきでなく、3、5、6には年齢に応じて属すべき。また、土地財産所有の国民限定の必要性。
    - 第10章 - 「戦士」と「農耕者」の分離、「共同食事」、耕地の「共有地」と「私有地」分離。
    - 第11章 - 国都、要塞地、個人住宅の位置。都壁の必要性。
    - 第12章 - 共同食事所、神殿、市場、体育所、役所の配置。地方役所の配置。

  - 【最善の国における教育の一般原理】
    - 第13章 - 幸福は「目的設定」と「手段選択」から成る。『倫理学』で定義されたように、幸福とは「徳の無条件かつ完全な実現・使用」。徳は「生まれつき」「習慣」「理」から成り、後者2つが教育対象。
    - 第14章 - 若年は被支配者に、年老いてからは支配者になれる教育。霊魂の全ての部分の徳、特に理性的部分の徳の涵養に目標が置かれた善い人間を作る教育。
    - 第15章 - 平和期における閑暇を享受するための、より一段の多くの徳。教育の順序は「身体」→「霊魂の非理部分」→「霊魂の理知部分」。

  - 【教育の初期段階】
    - 第16章 - 健全な身体形成のための、結婚年齢、両親の体質、結婚の季節、妊婦の行動、産児の制限、堕胎、子作り期間、姦通などに関する立法規定の必要性。
    - 第17章 - 幼児の栄養、運動、遊戯、見聞きする話・絵・芝居についての立法規定の必要性。教育課程の時期区分。

#### 第8巻（国家の善と教育2）
- 第8巻 - 全7章
  - 【最善の国における教育方針】
    - 第1章 - 国制に応じた教育、同一で公共的な教育の必要性。
    - 第2章 - 若者の学習内容。生活に有用な内容を含む必要があるが、身体・精神を賤しいものにするものではいけない。
    - 第3章 - 通常科目としての「読み書き」「図画」「体操」「音楽」。前二者は生活に有用、「音楽」は閑暇の高尚な使用のため。

  - 【体操と音楽】
    - 第4章 - 「体操」の目的。「競技家養成」やスパルタのような「獣化」を目的としてはいけない。思春期までは軽度の鍛錬、その後三年間の学問期間を経てはじめて烈しい鍛錬に移行。
    - 第5章 - 「音楽」の目的。1「遊戯・休養」、2「徳の涵養」、3「高尚な楽しみ」の内、特に2に役立つ。
    - 第6章 - 「音楽」の自演の必要性。その内容 - 1「期間・程度」、2「節・律動」、3「楽器」。
    - 第7章 - 「音楽」の種類。1「倫理的なもの」、2「行動的なもの」、3「熱狂的なもの」。それぞれの音階法と目的。子供の自演教育には1が望ましい。

## 内容
まず人間の本性の考察から出発する。人間を「ポリス的動物」（希: ζῷον πολιτικόν、ギリシア語ラテン翻字: zoon politikon）と捉えており、言語によって快苦や利害、善悪を共有することで家族やポリスを作り出すことが可能な存在である。しかし生まれながら人間は最適な状態にあるわけではない。人間はポリスの形式の下で共同生活を行ないながら法によって指導されつつ作り出されなければならない。そこで問題は人間にどのようなポリスの制度を適用するのかということになる。
人間の知性には限界があるため、正しく定められた法による支配が重要となる。法の支配は市民の支配よりも優れているとアリストテレスは考えた。この法の正しさとは多くの人びとに受け入れられていることによって根拠付けられる。正しい法であるかどうかは服従する人びとによって評価することが可能であり、またこれは試行錯誤の結果としての被治者の評価である。つまり慣習によらない法は人を服従させる力を持たず、また長期の時間を費やして力を得ていくものである。
最善の国家体制とは何かを考えたプラトンによる『国家』の理想政治の議論とは反対に、アリストテレスは現実政治に着目してその国家体制を分類する。その基準は統治者の数と統治の目的から六つの分類法を提案している。それは単独支配、少数支配、多数支配と公共のための統治か私事のための統治かという二つの基準を組み合わせたものである。公共のための単独支配は王制、私事のための単独支配は僭主制、公共のための少数支配は貴族制、私事のための少数支配は寡頭制、公共のための多数支配は国制、私事のための多数支配は民主制である。
アリストテレスは政治における中庸の重要性も論じている。国家において富裕層は支配することだけを知り、また貧困層は服従することだけを知る。このような社会は相互に対立することになり、国家の成員としての友愛がもたらされない。つまり立法者は富裕層と貧困層の中間的存在でなければならない。この思想にはアリストテレスの『ニコマコス倫理学』の道徳思想が背景にある。

## 日本語訳
- 『國家學 (ポリティカ)』 青木巌訳 第一書房、1937年
- 『アリストテレス全集 15』 山本光雄訳 河出書房、1951年
- 『政治学』 古賀鶴松訳 明玄書房、1953年
- 『アリストテレス全集 15』 山本光雄訳 岩波書店、1969年、度々復刊
  - 別版『政治学』 山本光雄訳、岩波文庫、1961年
- 『世界の名著8　アリストテレス』 田中美知太郎責任編集、中央公論社、1972年
  - 新版『アリストテレス　政治学』 北嶋美雪ほか訳、中公クラシックス、2009年。解説今道友信
- 『人類の知的遺産8　アリストテレス』 今道友信編　講談社、1980年。抜粋訳を収録
- 『アリストテレス　政治学』 牛田徳子訳、京都大学学術出版会〈西洋古典叢書〉、2001年
- 『新版 アリストテレス全集 17　政治学　家政論』 神崎繁訳、岩波書店、2018年。後者は相澤康隆・瀬口昌久訳
- 『アリストテレス 政治学』（上下）三浦洋訳、光文社古典新訳文庫、2023年